# Jean-Pierre Meyer
Pour les articles homonymes, voir Meyer.
Jean-Pierre Meyer, né en 1946 à Metz, est un général de division français. Il est le cofondateur , et président du Cercle K2, un lieu qui développe des espaces de rencontre et de dialogue entre professionnels issus de tous horizons, à la fois cercle de réflexion opérationnel et club.

## Carrière militaire
À sa sortie de l'école spéciale militaire de Saint-Cyr, promotion lieutenant-colonel Brunet de Sairigné (1967-1969), Jean-Pierre Meyer choisit l’Artillerie.
En 1979, il est affecté au cabinet du ministre de la Défense. En 1988, il est nommé aide de camp du président de la République François Mitterrand.
Promu colonel, il commande en 1991 le 68e régiment d’artillerie d’Afrique à La Valbonne, avant de servir en 1996 comme chef d’état-major du COMFRANCE à Sarajevo. Nommé général de brigade en 1997, il prend le commandement de la brigade de renseignement et de guerre électronique (BRGE).
Promu au grade de général de division en 2000, il est nommé directeur adjoint opérations de la Direction du Renseignement Militaire (DRM),.
En 2002, il est désigné pour servir pendant un an à Sarajevo, comme commandant en second des forces multinationales (SFOR ou Force de Stabilisation) et REPFRANCE. En 2003, il rejoint le secrétariat permanent du Comité interministériel du renseignement (CIR) au Secrétariat général de la Défense et de la Sécurité nationale (SGDSN). Le général Jean-Pierre-Meyer décide de quitter le service actif en décembre 2005 , .
Jean-Pierre Meyer est président d'honneur de la Fédération nationale de l'artillerie, créée en 1919 pour fédérer les amicales d'artilleurs  et hébergée au sein de l'École militaire.

## Cercle K2
Il est actuellement Président du Cercle K2qui est un lieu qui développe des espaces de rencontre et de dialogue entre professionnels issus de tous horizons, à la fois cercle de réflexion opérationnel et club.

## Enseignement
Le général Jean-Pierre Meyer, ancien auditeur au Centre des hautes études militaires (CHEM) et à l’Institut des hautes études de la défense nationale (IHEDN), assure également des enseignements au sein de différentes institutions : Centre des hautes études militaires sur la gestion de crise, Collège interarmées de défense sur la négociation, IHEDN Jeunes, Pôle européen de sécurité (CNPP) sur l’anticipation des risques pénaux. Il est également membre du comité scientifique intelligence économique de l’INSA de Lyon.
Il a collaboré à plusieurs ouvrages, comme Paris sportifs et corruption: comment préserver l’intégrité du sport[source insuffisante] ou Les Indics : Plongée au cœur de cette France de l'ombre qui informe l'État[source insuffisante].

## Décorations
- Commandeur de la Légion d'honneur[11]
- Croix d'officier de l'ordre du Mérite (République fédérale d’Allemagne)
- American Defense Service Medal (États-Unis)